# Chris Cunningham
Chris Cunningham (født 15. oktober 1970) er en britisk videokunstner, som er bedst kendt for en række musikvideoer produceret i 1990erne for musiknavne som Aphex Twin, Björk, Madonna, Portishead, Autechre og Squarepusher.
Gennem MTV opnåede Cunningham international anerkendelse, særligt for tre videoer: "Come to Daddy" (1997) og "Windowlicker" (1999) for den britiske technokunstner Aphex Twin, og "All is Full of Love" (1997) for den islandske sangerinde Björk.